# جورج ماركس (لاعب كرة قدم)
جورج ماركس (بالإنجليزية: George Marks)‏ هو لاعب كرة قدم أمريكي في مركز حراسة المرمى، ولد في 10 نوفمبر 1999 في رالي في الولايات المتحدة.

## وصلات خارجية
- جورج ماركس (لاعب كرة قدم) على موقع الدوري الأمريكي (الإنجليزية)
- جورج ماركس (لاعب كرة قدم) على موقع قاعدة بيانات كرة القدم.إي يو (الإنجليزية)
- جورج ماركس (لاعب كرة قدم) على موقع Soccerway.com (الإنجليزية)